# San Junipero
"San Junipero" é o quarto episódio da terceira temporada da série antológica britânica de ficção científica Black Mirror. Escrito pelo criador e showrunner da série, Charlie Brooker, e dirigido por Owen Harris, estreou na Netflix em 21 de outubro de 2016, junto aos demais episódios da temporada.
A história se passa em uma cidade litorânea turística chamada San Junipero, onde a introvertida Yorkie (Mackenzie Davis) conhece a extrovertida Kelly (Gugu Mbatha-Raw). A cidade faz parte de uma realidade simulada que os idosos podem habitar, mesmo após a morte. "San Junipero" foi o primeiro episódio escrito para a terceira temporada de Black Mirror. Nas primeiras versões do roteiro, o enredo era ambientado na década de 1980 e baseava-se na ideia de nostalgia terapêutica, apresentando um casal heterossexual e um final infeliz. As filmagens duraram poucas semanas e ocorreram em Londres e na Cidade do Cabo. A trilha sonora entrelaça músicas dos anos 80 com uma partitura original composta por Clint Mansell. 
O episódio foi aclamado pela crítica especializada, sendo elogiado pelas atuações de Mbatha-Raw e Davis, por sua reviravolta de se passar em uma realidade simulada, seu tom edificante e estilo visual. Obteve, entre os críticos, classificações mais altas do que outros episódios do programa, sendo considerado por alguns o melhor episódio da temporada e uma das melhores atrações televisivas de 2016. Recebeu muitos prêmios, entre os quais dois Emmy do Primetime nas categorias de Melhor Telefilme e Melhor Roteiro em Minissérie, Filme ou Especial Dramático, além de ter sido indicado a vários outros.

## Enredo
Em 1987, Yorkie (Mackenzie Davis), uma jovem introvertida, visita uma boate na vila litorânea de San Junipero. Kelly, uma jovem animada e festeira, começa a conversar com ela e as duas dançam juntas. Yorke sente-se desconfortável e sai do estabelecimento. Kelly a segue e se oferece sexualmente para ela, mas Yorkie recusa a proposta e diz que está noiva. Na semana seguinte, Yorkie retorna ao bar e observa Kelly flertando com um homem. As duas se reencontram no banheiro e fazem sexo no bangalô de Kelly. Yorkie confessa que essa foi sua primeira relação sexual e Kelly revela que já foi casada.
Na semana seguinte, Yorkie visita outra boate, à procura de Kelly, mas lá é aconselhada por Wes (Gavin Stenhouse) a "tentar uma época diferente". Ela finalmente encontra Kelly em 2002, mas esta repele seus avanços. Yorkie vai embora, Kelly a segue e revela que está morrendo; Kelly evitava Yorkie porque temia desenvolver sentimentos por ela. Elas dormem juntas novamente e Yorkie, relutantemente, diz a Kelly sua localização no mundo real para que elas possam se encontrar.
San Junipero revela-se uma realidade simulada, na qual se carregam as consciências de falecidos, que lá podem viver eternamente, e de moribundos e idosos, que podem visitá-la por algumas horas, todos habitando seus corpos jovens. No mundo físico, a idosa Kelly (Denise Burse) visita Yorkie (Annabel Davis) e conversa com Greg (Raymond McAnally), enfermeiro desta. Ele revela que Yorkie ficou completamente paralisada aos 21 anos, depois de ter batido o carro por ser rejeitada pelos pais quando saiu do armário. Ela deseja ser eutanasiada para poder viver em San Junipero para sempre, mas sua família se opõe; ela planeja se casar com Greg para que ele possa consentir legalmente por ela. Kelly visita San Junipero e se oferece para se casar com Yorkie. Yorkie, muito feliz, aceita a proposta e Kelly autoriza a eutanásia.
Yorkie pede a Kelly que fique permanentemente em San Junipero. Kelly não acredita em vida após a morte, mas pretende morrer sem ter sua consciência enviada para a simulação, como o marido dela escolheu fazer depois da morte prematura de sua filha adulta, ocorrida antes que San Junipero estivesse disponível. As duas discutem, e Kelly sai de jipe, o qual ela bate de propósito. Yorkie chega no local, mas Kelly desaparece, pois acaba seu tempo semanal de visita. À beira da morte, Kelly decide viver para sempre na simulação. Seu corpo físico é enterrado ao lado do marido e da filha, enquanto que, em San Junipero, ela e Yorkie podem viver juntas e felizes, eternamente.

## Produção
"San Junipero" é o quarto episódio da terceira temporada de Black Mirror, cujos seis episódios foram lançados simultaneamente em 21 de outubro de 2016. As duas primeiras temporadas foram exibidas no Channel 4 do Reino Unido e, em setembro de 2015, a Netflix encomendou, por uma oferta de 40 milhões de dólares, 12 episódios da série (divididos em duas temporadas de seis episódios). Em março de 2016, a Netflix adquiriu do Channel 4 os direitos de distribuição da terceira temporada no Reino Unido. Devido à mudança para a plataforma de streaming, a atração contou com um orçamento mais alto e uma quantidade maior de episódios que permitiu que a série variasse seu gênero e tom mais do que nas temporadas anteriores. Juntamente com o episódio "Nosedive", "San Junipero" foi exibido pela primeira vez, antes de seu lançamento na Netflix, no Toronto International Film Festival de 2016.

### Concepção e roteiro
"San Junipero" foi o primeiro roteiro produzido para a terceira temporada, escrito por Charlie Brooker como uma "decisão consciente de mudar a série". O programa anteriormente focava nos efeitos negativos da tecnologia, ao passo que este episódio serviu como prova de que episódios edificantes em Black Mirror também são possíveis.
Brooker inicialmente imaginou um episódio em que a tecnologia seria usada para investigar se existe vida após a morte, pensando nos gêneros de terror e ficção sobrenatural. Mais tarde, ele se inspirou na terapia da nostalgia para pessoas mais velhas. O roteirista e a produtora executiva Annabel Jones concluíram que o conceito de consciência virtual, estabelecido no episódio "White Christmas", tinha mais potencial. Um dos conceitos originais de Brooker foi baseado no episódio "Be Right Back", em que personalidades de pessoas falecidas são enviadas para entidades artificiais em um parque temático que pode ser visitado pelos parentes. Essa ideia foi abandonada quando, em 2016, estreou Westworld, cujo enredo gira em torno de humanos que visitam um parque temático habitado por androides. Ele então se lembrou da série The Young Ones (2010), da BBC, em que celebridades mais velhas vivem em uma casa decorada conforme a moda da década de 1970 e se sentem rejuvenescidas nesse cenário. Decidido a escrever um episódio ambientado no passado, Brooker concebeu "San Junipero" como um episódio de época.

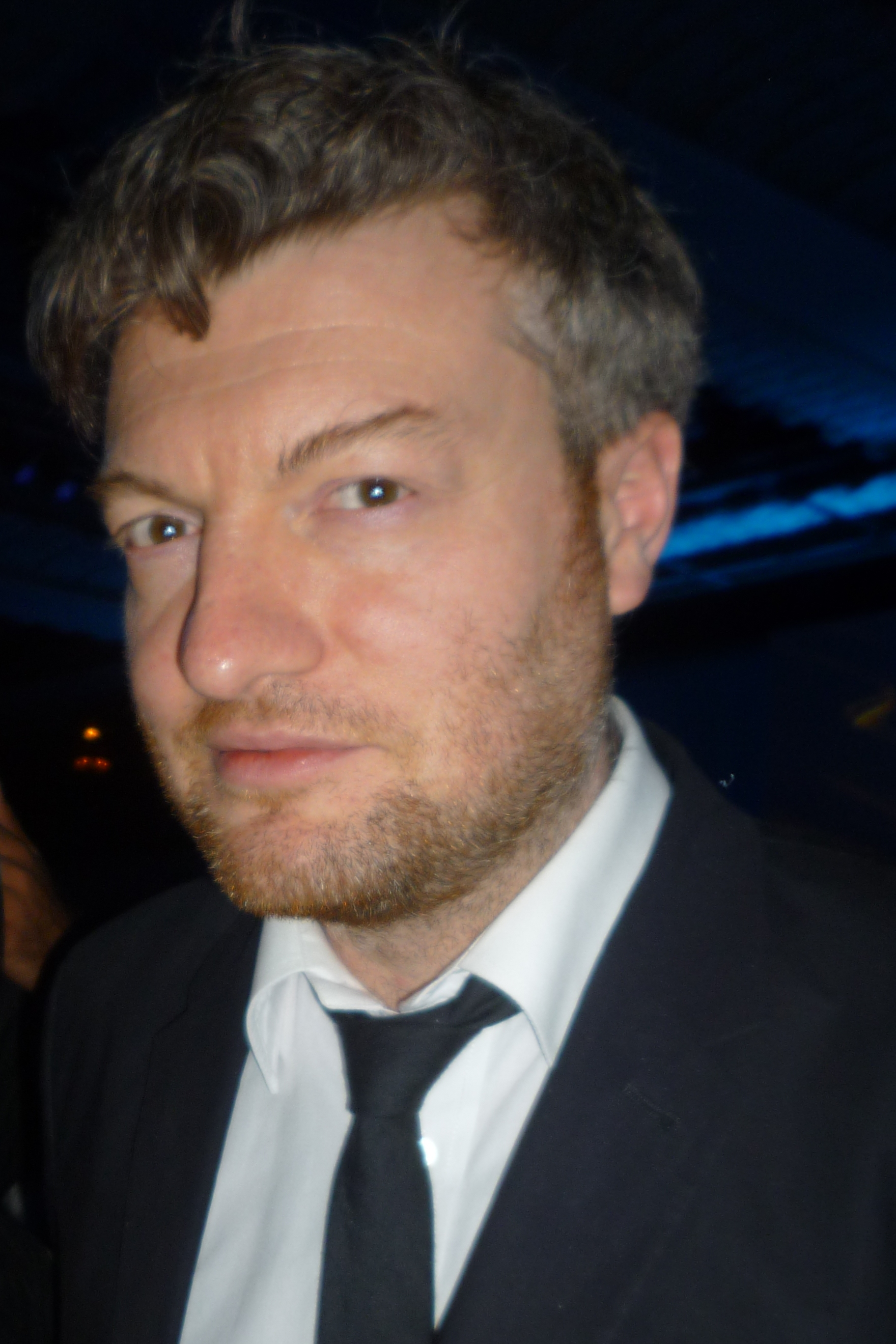
Charlie Brooker, o criador da série, escreveu o roteiro de "San Junipero".

Brooker afirmou que escreveu o roteiro do episódio em quatro dias. No rascunho original, a história de amor era entre um casal heterossexual, mas Brooker mudou isso para dar uma ressonância extra ao episódio, já que o casamento entre pessoas do mesmo sexo não era legalizado em 1987. Ele enfatizou que o uso de uma reviravolta torna o processo de escrita mais fácil, uma vez que "quando você sabe que precisa esperar até mais tarde para revelar 85 por cento do que está acontecendo, isso na realidade meio que restringe suas opções de uma maneira útil". Um rascunho do episódio continha uma cena na qual Kelly visitaria um jardim de infância em San Junipero, cheio de crianças falecidas, mas a sequência foi removida porque "era triste e comovente demais para se encaixar na história". Brooker escolheu como cenário a Califórnia, um local dos Estados Unidos, em vez de na Grã-Bretanha, como uma maneira de "superar" os preconceitos das pessoas sobre Black Mirror. Um crítico observou que todos os personagens de "San Junipero" são norte-americanos.
A princípio, a história teria um final infeliz. Brooker afirmou ao The Daily Beast que, no tratamento original, o episódio terminava com a cena em que Kelly e Yorkie se encontram no hospital, mas "quando sentei para realmente escrevê-lo, eu estava gostando tanto que pensei Não, vou continuar!" Ele concebeu a eutanásia de Yorkie e expandiu a história de Kelly, escrevendo o discurso emocional da mesma para Yorkie de uma só vez. O final surgiu enquanto Brooker ouvia "Heaven is a Place on Earth" em uma lista de reprodução no momento em que escrevia o roteiro, o que o levou a querer licenciar a canção para o episódio. Depois de ouvir a música e analisar a letra várias vezes, ele chegou à cena final, que mostra um banco de servidores com luzes piscantes, dando um peso literal ao título da canção. Uma ideia não utilizada para o final era mostrar Kelly e Yorkie em diferentes épocas, como na década de 1920.
Após o lançamento do episódio, Brooker foi questionado sobre um post do Reddit que especulava que Kelly é apenas uma simulação para distrair Yorkie, ao invés de realmente estar ao lado dela. Ele respondeu: "Errado! Elas estão juntas", e comentou que "[elas] têm o final mais feliz imaginável. [...] não é um mar de rosas, mas o que parece estar acontecendo lá, está acontecendo de verdade".

### Ambientação e música
Os cenários do clube noturno incluíam jogos de fliperama pelos quais Brooker se interessava quando adolescente na década de 1980 e enquanto trabalhava como jornalista da área de jogos eletrônicos. O diretor Owen Harris descreveu os anos 80 como uma "época realmente otimista" e escolheu o ano de 1987 de forma "razoavelmente arbitrária", mencionando "pôsteres de filmes muito específicos" no roteiro. Brooker criou uma lista de reprodução de músicas no Spotify, da qual algumas canções, como "Heaven Is a Place on Earth", de Belinda Carlisle, e "Girlfriend in a Coma", dos Smiths, sugerem o plot twist do episódio. Os jogos de fliperama Time Crisis e The House of the Dead também são indicadores da reviravolta. Cada canção teve que ser licenciada para a Netflix por cerca de 15 anos. Todas as músicas foram licenciadas com sucesso, exceto uma faixa de Prince.
"Heaven Is a Place on Earth" toca no início do episódio e nos créditos finais. Brooker a ouviu pela primeira vez enquanto fazia uma caminhada, e acreditava que seria perfeita para a cena final, admitindo em uma entrevista que ele teria ficado "absolutamente angustiado" se não tivesse sido impossibilitado de usá-la. "Girlfriend in a Coma" aparece no episódio "por cerca de cinco minutos", mas custou "uma quantia exorbitante de dinheiro", disse Brooker. Jones afirmou que a inclusão da música "foi indulgente, mas, ao mesmo tempo, foi tão importante que recriássemos aquela era, então parecia diferente". A canção "C'est La Vie", de Robbie Nevil, foi escolhida por Harris, sendo um dos primeiros singles que ele comprou.
O episódio também contou com uma partitura original de Cilnt Mansell. O compositor foi abordado por Harris, e baseou a trilha em torno das músicas escolhidas anteriormente, incluindo "Heaven Is a Place on Earth". Mansell afirmou que a trilha "eletrônica calma" foi influenciada pelos filmes de John Hughes e pela morte da namorada do compositor um ano antes. Em dezembro de 2016, a Lakeshore Records disponibilizou a partitura para download e streaming.

### Escolha do elenco e filmagens
Gugu Mbatha-Raw, que interpretou Kelly, tinha ouvido falar da série, mas ainda não tinha assistido a nenhum episódio quando recebeu o roteiro; posteriormente, ela assistiu ao episódio "Be Right Back", da segunda temporada, antes das filmagens de "San Junipero". A atriz leu o roteiro inteiro assim que o recebeu, durante uma viagem de ônibus da Oxford Circus para Brixton. Mackenzie Davis, intérprete de Yorkie, conheceu ao programa ao assistir "The National Anthem" com um amigo, que havia pirateado a série. Como o uso de próteses em Mbatha-Raw foi rapidamente descartado, Denise Burse foi escalada para interpretar a Kelly mais velha no mundo real. Annabel Davis, por sua vez, entrou para o elenco no papel da Yorkie mais velha.
O diretor do episódio foi Owen Harris, que anteriormente dirigiu "Be Right Back" – um episódio que ele descreveu como "estranhamente similar" a este, já que ambos "giram em torno de relacionamentos". Joel Collins atuou como designer de produção. Pretty in Pink e Ferris Bueller's Day Off, filmes adolescentes de 1986, foram considerados como fonte de inspiração para situar os espectadores em "um lugar que eles reconhecem". O episódio foi filmado durante 15 dias em um período de três semanas, com filmagens igualmente divididas entre Londres para a maioria das filmagens internas, e a Cidade do Cabo, na África do Sul, para a maior parte das cenas externas. A equipe não filmou nos Estados Unidos como medida de corte de custos. Mbtha-Raw comentou que havia pouco tempo para ensaiar, e que ela teve pouca oportunidade de conhecer Davis antes das gravações. O figurino de Kelly foi inspirado em celebridades da década de 1980, como Janet Jackson e Whitney Houston, ao passo que o de Yorkie "parece ter sido deixado em cima da cama pela mãe dela", segundo Davis. Suas roupas mantêm o mesmo padrão durante todo o episódio para subverter o tropo ficcional do "geek transformado", permitindo que a mudança da personagem seja interna e não externa.
O primeiro dia de filmagem foi em Londres, na boate Quagmire. Para o clube Tucker, onde as protagonistas se encontram pela primeira vez no episódio, foi elaborado um modelo em 3D, que Brooker e Harris enxergavam através de óculos de realidade virtual com fone. Mbtha-Raw e Davis trabalharam com um coreógrafo e dançaram ao som de "What Have You Done for Me Lately", de Janet Jackson, apesar de "Fake", de Alexander O'Neal ter sido usado na edição final. A cena do beco apresenta chuva, que Harris insistiu em incluir, apesar dos protestos de Brooker de que o mundo simulado não teria chuva. Harris afirmou que a Cidade do Cabo "tem cenários realmente ricos e bonitos" que lhe permitiram criar uma versão "ligeiramente ampliada" da Califórnia. Ele notou que, enquanto filmava a sequência da discussão de Kelly e Yorkie na praia, uma "névoa incrível saiu do oceano", o que causou dificuldades, mas levou a "uma textura realmente adorável". Mbtha-Raw afirmou que quase todas as cenas foram filmadas à noite ou ao anoitecer, particularmente as cenas externas.

### Edição
O episódio contém pistas que levam à revelação da reviravolta. Por exemplo, a escolha da música "Girlfriend in a Coma" e o uso dos jogos de fliperama Time Crisis e The House of the Dead aludem à verdadeira realidade do episódio. Mais abertamente, Yorkie reage visceralmente a ver um acidente de carro em um jogo arcade, um elemento que Brooker achou surpreendente o público não ter assimilado logo de início. Um fator considerado durante o processo de edição foi quão evidente essas dicas deveriam ser. Annabel Jones disse que "pode haver significantes visuais que você acha que iriam funcionar e depois não, então você precisa de mais exposição na edição". Ajustes também foram feitos usando-se técnicas de sonoplastia, tais como efeitos sonoros.

## Análises

O episódio fornece um exemplo de iluminação bissexual, pois as cores da bandeira do orgulho bissexual são usadas para representar as sexualidades de Kelly e Yorkie.